# Andinoacara rivulatus
Cá kim cương đầu lân hay còn gọi là cá kim cương xanh (Danh pháp khoa học: Andinoacara rivulatus) là một loài cá trong họ Cichlidae. Phân bố ở Nam Mỹ: Ecuador và Peru. 

## Đặc điểm
Cá ăn côn trùng, giáp xác, trùng chỉ và thức ăn viên, chúng là loài ăn thịt động vật. Chiều dài cá có thể lên đến 20 cm). Chúng thích sống trong nhiệt độ nước từ 22 – 30 độ, độ cứng nước (dH):2 – 25, độ pH:6,5 – 8,0, sống ở mọi tầng nước. Hình thức sinh sản của chúng là đẻ trứng. Cá bắt cặp sinh sản, đẻ trứng dính lên giá thể được dọn sẵn, cá bố mẹ chăm sóc trứng và cá con. Khi nuôi nên thiết kế bể có chiều dài bể 100 cm, bể trang trí hỗn hợp với một ít giá thể làm nơi trú ẩn (đá tảng, gỗ...) và các loại cây thủy sinh có gốc và rễ khỏe vì cá hay đào bới. Cá nuôi thành cặp, thích hợp trong bể nuôi chung với cá khác. Cá khỏe, dễ nuôi, cần bộ lọc và định kỳ thay nước bể nuôi.